# Karl Keck
Karl Keck (1825 - 1894 ) fue un botánico austríaco.

## Honores

### Epónimos
Género
- (Scrophulariaceae) Keckia Straw[1]

- (Scrophulariaceae) Keckiella Straw[2]

Especies
- (Aceraceae) Acer keckianum Asch. & Sint. ex Pojark.[3]

- (Fabaceae) Lupinus keckianus C.P.Sm.[4]
- La abreviatura «Keck» se emplea para indicar a Karl Keck como autoridad en la descripción y clasificación científica de los vegetales.[5]